# Stade El Molinón
Estadio Municipal El Molinón ou El Molinón (officiellement El Molinón-Enrique Castro Quini)  est un stade de football situé à Gijón, dans la province des Asturies, en Espagne.
Le stade accueille les rencontres à domicile du Real Sporting de Gijón en championnat d'Espagne de football.

## Histoire

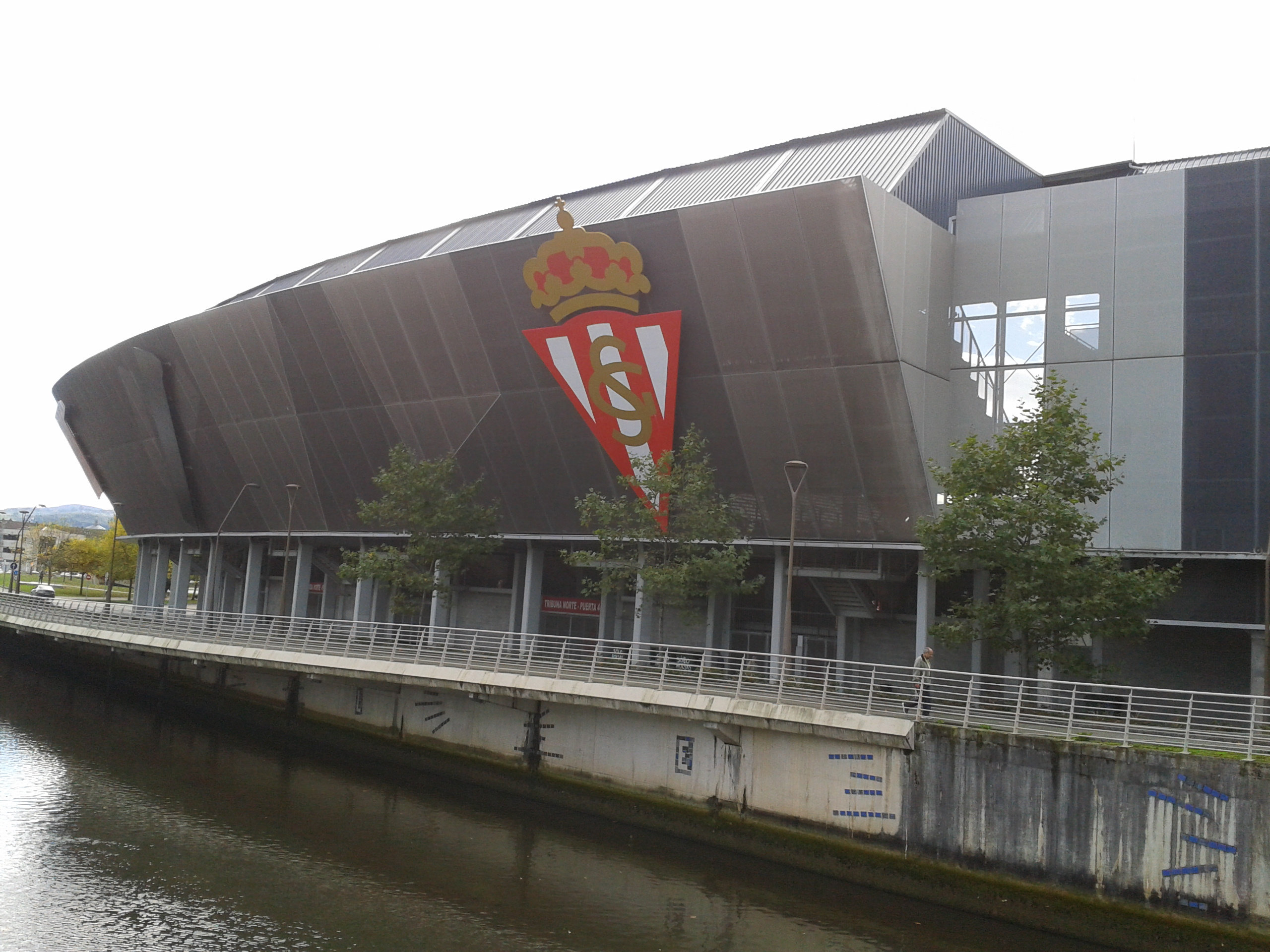
El Molinón, stade du Real Sporting de Gijón.

Il s'agit du plus vieux stade de football d'Espagne. Inauguré en 1908, il a été construit sur le site d'un ancien moulin à eau d'où le nom de l'enceinte (Molinon signifie grand moulin en espagnol).

## Événements
- Finale de la Coupe d'Espagne de football, 2 mai 1920
- Coupe du monde de football de 1982

### Coupe du monde de football de 1982
El Molinón a été le théâtre de plusieurs rencontres de la Coupe du monde de football 1982, organisée en Espagne. Deux d'entre elles ont d'ailleurs marqué l'histoire de la compétition : la défaite lors de son premier match de la RFA face à l'Algérie puis le match de la honte entre la RFA et l'Autriche. Le résultat de l'Algérie, en course pour la qualification en huitièmes de finale étant connu avant le début de la rencontre, les 2 équipes vont disputer un simulacre de rencontre : l'Allemagne gagne 1-0, score qui qualifie Ouest-Allemands et Autrichiens, mais qui éliminent l'Algérie de la compétition. La conséquence de ces résultats a été la décision de la FIFA de faire disputer à l'avenir les dernières rencontres des phases de poule à la même heure, le même jour, pour éviter calculs et arrangements entre équipes.
| 16 juin 1982 | Allemagne de l'Ouest | 1 - 2 | Algérie                   | El Molinón, Gijón                                      |                                                        |
| 17:15        | Rummenigge 67e       |       | Madjer 54e · Belloumi 68e | Spectateurs : 42 000 Arbitrage : Enrique Labo Revoredo | Spectateurs : 42 000 Arbitrage : Enrique Labo Revoredo |
| 17:15        | Rapport              |       |                           | Spectateurs : 42 000 Arbitrage : Enrique Labo Revoredo | Spectateurs : 42 000 Arbitrage : Enrique Labo Revoredo |

| 20 juin 1982 | Allemagne de l'Ouest                 | 4 - 1 | Chili       | El Molinón, Gijón                             |                                               |
| 17:15        | Rummenigge 9e 57e 66e · Reinders 81e |       | Moscoso 90e | Spectateurs : 42 000 Arbitrage : Bruno Galler | Spectateurs : 42 000 Arbitrage : Bruno Galler |
| 17:15        | Rapport                              |       |             | Spectateurs : 42 000 Arbitrage : Bruno Galler | Spectateurs : 42 000 Arbitrage : Bruno Galler |

| 25 juin 1982                      | Allemagne de l'Ouest | 1 - 0 | Autriche | El Molinón, Gijón                              |                                                |
| 17:15 · Historique des rencontres | Hrubesch 10e         |       |          | Spectateurs : 41 000 Arbitrage : Bob Valentine | Spectateurs : 41 000 Arbitrage : Bob Valentine |
| 17:15 · Historique des rencontres | Rapport              |       |          | Spectateurs : 41 000 Arbitrage : Bob Valentine | Spectateurs : 41 000 Arbitrage : Bob Valentine |